# Базилика Святого Франциска в Ассизи
Базилика Святого Франциска в Ассизи, базилика Святого Франциска в монастыре Сакро-Конвенто (итал. La Basilica di San Francesco d'Assisi) — главный храм ордена францисканцев, расположенный в городе Ассизи (Италия, административный регион Умбрия). Является одной из шести великих базилик Католической церкви.
Храм получил всемирную известность благодаря знаменитым фрескам XIII века по мотивам жития Св. Франциска, автором которых считается Джотто с учениками. Церковь Сан-Франческо вместе с монастырём Сакро-Конвенто в Ассизи внесены в список всемирного наследия ЮНЕСКО.

## Общее описание здания
Храм, построенный в XIII веке, является, по сути, двухэтажным. Верхний ярус, который принято называть Верхней церковью, — это видимая часть здания, возвышающаяся на холме, в то время как Нижняя церковь скрывается в его толще и рядовой застройке монастыря. Её единственный элемент, остающийся на виду, — южный портал, выходящий на Нижнюю площадь Св. Франциска, замощённую камнем. Вход в Верхнюю церковь находится с восточной стороны, с Верхней площади Св. Франциска, покрытой газоном (см. план монастыря).
Оба яруса представляют собой однонефные базилики с трансептом. План нижней церкви усложнён многочисленными капеллами и криптами. Из церкви можно спуститься ещё ниже — в крипту, где погребён Св. Франциск. У южного фасада церкви возвышается 60-метровая колокольня. Контрфорсы и аркбутаны, обрамляющие здание, видны с северного фасада, а со стороны Нижней площади теряются между колокольней и вспомогательными сооружениями.

### Характеристика стиля
Если стиль погружённой в полумрак нижней церкви восходит к древней традиции римской крипты, то интерьеры просторного верхнего храма несут в себе новые эстетические ценности, которые позднее подхватят архитекторы Средней Италии. Эта двухъярусная церковь с точки зрения планировки довольно точно следует современным ей образцам французской готики, таким как, например, Сент-Шапель в Париже, однако в же время сохраняет преемственность с итальянскими базиликами романского периода.
По-видимому, итальянские зодчие сознательно избегали радикальной готики, столь модной в ту эпоху при дворах северных феодалов. Не пытаясь маскировать вес строительных конструкций, они сместили архитектурный акцент в сторону чёткой структурированности подкупольного пространства. Устои храма примыкают к мощным стенам, которые, однако, не препятствуют проникновению в храм солнечного света. «Тонкие пучки связанных колонн поддерживают нервюры сводов, перекрывающих четыре прямоугольных пролёта».
Таким образом, внешний облик церкви является синтезом романики и французской готики, отражая многие типичные черты итальянского готического стиля. Нижняя церковь своей формой близка к современным ей постройкам в Умбрии, верхняя является новым словом итальянской готики, подвергшейся французскому влиянию.
Готика этого собора лишена всего дурного, всего мрачного. Красочная гамма внутри храма — цвета зари, тонущей в голубом. (Н. П. Анциферов)
Здание с самого начала не соответствовало предписаниям францисканцев, нищенствующего ордена, однако церковь задумывалась как амбициозный статусный проект, усыпальница основателя ордена, и какие-либо ограничения в её декорации были неуместны. Папа Григорий в 1230 году отменил аскетизм, который проповедовал святой, а церковь подчинил Риму. Культ нищенствующего монаха (поверелло) теперь лишь имитировался в грандиозной постройке над могилой Франциска. 

### История постройки
Строительство францисканского монастыря Сакро-Конвенто и обеих базилик Сан-Франческо в Ассизи началось в 1228 году, практически сразу после канонизации основателя ордена и уроженца этого города Святого Франциска. Земельный участок на западе города, куда из города удалился умирать Святой Франциск, был подарен францисканцам Симоном ди Пукьярелло. Бывшее место казни преступников, известное в Ассизи как «Адский холм» (Collo d’Inferno), стало называться «райским холмом».
Камень в основание постройки торжественно заложил 17 июля 1228 года папа римский Григорий IX, хотя к этому времени работы уже начались. Руководством и надзором за строительством занимался викарий ордена Илия Бомбардоне (Elia Bombardone), один из первых спутников Святого Франциска, имевший опыт строительства для крестоносцев в Сирии.
Строительство нижней базилики было завершено в 1230 году. На Троицу 25 мая нетленное тело основателя ордена было перенесено туда из временного пристанища в церкви св. Георгия (теперь базилика Святой Клары). Верхняя базилика строилась в период после 1239 года и до 1253 года. Над убранством церкви работали лучше мастера своего времени — от Чимабуэ до Джотто (см. ниже).
В 1288 году папа Николай IV, который был до этого главой ордена францисканцев, присвоил базилике статус папской церкви.

### Сохранность
В 1530 году колокольня (высотой 60 метров) утратила свой шпиль в результате удара молнии. Обитатели монастыря много занимались наукой, и внешний облик здания и росписей никогда не страдал от проявлений избыточного религиозного фанатизма при отправлении культа. Посетивший храм в начале XX века искусствовед Павел Муратов описал свои впечатления от посещения церкви следующим образом:
Храм Св. Франциска в Ассизи не производит того впечатления вместилища жаркого народного благочестия, какое производит, например, храм Св. Антония в Падуе. Он не увешан анекдотическими ex voto, и вокруг его стен не шумит время от времени сельская ярмарка. Есть нечто от порядка музея в прибранности его капелл и нефов. С тех пор как государство секуляризировало монастырь, храм Сан-Франческо предоставлен эмоциям туристов и трудам искусствоведов, не дающих ему ни минуты покоя и отдаляющих от него благодать забвения.
26 сентября 1997 года, в 816-ю годовщину со дня рождения Св. Франциска, случилось землетрясение, которое серьёзно повредило храм и похоронило под массой обломков двух монахов-францисканцев и двух сотрудников комитета. Были уничтожены несколько фресок, для недавнего восстановления которых потребовалось 2 млн евро. Реставраторы расчистили и собрали по фрагментам более 180 кв. м. росписей, однако полностью их восстановить не удалось. Эксперты выражают опасения, что безвозвратно утрачено не менее 20 % росписи. В восстановлении целостного облика фресок на помощь реставраторам пришли новые технологии, с помощью которых была создана трёхмерная компьютерная модель свода. Она накладывается на сохранившиеся остатки росписи лазерным проектором. Для того, чтобы увидеть, каким свод церкви был до катастрофы, достаточно надеть специальные очки.

## Украшение церкви
Создание знаменитого фрескового цикла церкви заняло более полутора веков. Художники начали с росписи стен Нижней базилики (мастер святого Франциска, Чимабуэ), чтобы затем переключиться на украшение стен Верхней (Чимабуэ, Джотто). Закончив работы в Верхней церкви, мастера вернулись в Нижнюю церковь и пристроенные к ней новые капеллы (Джотто, Симоне Мартини, Пьетро Лоренцетти).

### Краткая хронология работ
- 1226 год — смерть Св. Франциска[9].
- 1228 год — начало строительства[9].
- 1230 год — завершение нижней базилики. Перезахоронение в ней мощей святого[9].
- 1235 год — освящение церкви папой римским.
- 1239 год — начало строительства верхней базилики.
- 1253 год — завершение верхней базилики.
- ок. 1260 года — мастер святого Франциска расписывает главный неф Нижней церкви. Начало создания фрескового цикла в Ассизи[7]
- прибл. 1278 год — Чимабуэ расписывает стены Верхней церкви
- 1282 год — первый период работ Джотто
- 1296 год — второй период работ Джотто
- прибл. 1298 год — 28 «францисканских историй» на стенах верхней церкви Сан-Франческо в Ассизи (предположительно работы Джотто).
- 1322 год — фрески Симоне Мартини в Нижней церкви.
- прибл. 1326 год — фрески Пьетро Лоренцетти в Нижней церкви.
- 1368 год — фрески мастера Андреа в Нижней церкви[15].

### Нижняя церковь
Своим внешним видом, близким по типу к крипте, Нижняя церковь обязана викарию ордена брату Илии, который приобрёл большой опыт сооружения массивных каменных склепов в Сирии.
Вход в неё осуществляется через портал на южном фасаде, выполненном в готическом стиле (2-я половина XIII века) с двумя резными деревянными дверями (умбрийская мастерская, XVI век).

#### Капелла Екатерины Александрийской
В противоположном конце вестибюля находится капелла, построенная на средства кардинала Эгидия Альборноса, папского легата в 1350—1367 гг. Она посвящена Святой Екатерине Александрийской. Фрески с 8-ю эпизодами её жития были созданы в 1368—1369 гг. мастером, подписавшимся «Andreas pictor de Bononia». Вероятнее всего, это был Андреа де Бартоли (ок. 1349—1369), придворный художник кардинала Альборноса (иногда эти работы ошибочно атрибутируются Андреа Болонья). Святые в этой капелле были написаны Паче ди Бартоло Ассизским (1344—1368).

#### Капелла св. Себастьяна
По левую руку от входа находится небольшая капелла Святого Себастьяна с полотнами Жакомо Джоржетти, стены которой украшены эпизодами из жизни этого святого работы Джероламо Мартелли. Справа находятся два надгробия: Джованни де Черчи и Иоанна де Бриенна, короля Иерусалимского.

#### Мастер святого Франциска: неф
Центральный неф базилики окружен несколькими капеллами с полуциркульными арками. Фрески, украшающие неф, считаются самыми древними в храме. Их создатель остался неизвестным и по основному живописному сюжету стал фигурировать в истории искусств как Мастер святого Франциска. На правой стене им написано 5 сцен из Страстей Христовых, а на левой — 5 моментов из жития Св. Франциска. Такое расположение сюжетов друг против друга на взгляд францисканцев должно было подчеркнуть роль основателя их ордена как второго Христа и их сходство. Параллели в жизни Франциска с жизненным путём Христа подчёркивались и папой, и автором первой редакции жития святого Томмазо фон Целано.
Потолок нефа небесного цвета и расписан золотыми звёздами. Перечисленные фрески, первые в капелле Сан Франческо, выполнены в технике а секко темперой по сухой штукатурке (отреставрированы в 1974 году). Он относятся к 1260—1263 годам (точной даты начала работы в сохранившихся документах нет) и признаются лучшими образцами тосканских настенных росписей периода, предшествующего Чимабуэ. Обширные утраты росписей не дают возможности в полной мере оценить художественный замысел мастера. Лучше всего сохранились сцены «Снятие с креста» и «Оплакивание». Выполненные в соответствии с византийскими канонами, они в то же время несут в себе признаки новаторства. Повышенная эмоциональность, обращённость к зрителю, призвание того к сопереживанию — вот отличительные черты работ Мастера святого Франциска.
Многие изображения в нижней части стен сильно пострадали или практически уничтожены. Исключение составляют несколько фрагментов «Мадонны с младенцем и ангелом» кисти Чимабуэ. С ростом популярности церкви между 1270 и 1350 годами многие благородные семейства стали заказывать свои капеллы, пристроенные к главному нефу, уничтожая таким образом фрески на главных стенах.

#### Симоне Мартини: капелла св. Мартина
Первая капелла слева носит имя Святого Мартина Турского. Она была построена кардиналом да Монтефьоре и расписана 10-ю фресками на сюжеты из жития святого и полиптихом с изображением святых. Автором росписи, сделанной в 1317—1319 гг. является Симоне Мартини. Эта работа входит в число лучших произведений художника и является одним из величайших примеров живописи XIV века. Использование свинцовых белил привело к тому, что некоторые элементы фресок с годами сильно потемнели.
Цикл жития св. Мартина:
1. Святой Мартин отдаёт половину плаща нищему
2. Сон св. Мартина
3. Св. Мартин посвящается в рыцари
4. Св. Мартин отказывается от оружия
5. Чудо с воскресением ребёнка
6. Размышления св. Мартина
7. Чудесная месса
8. Чудо с огнём
9. Смерть св. Мартина
10. Погребение св. Мартина

Изображения святых:
- Антоний Падуанский и Франциск Ассизский
- Мария Магдалина и Екатерина Александрийская
- Людовик Французский и Людовик Тулузский
- Клара Ассизская и Елизавета Венгерская
- Посвящение капеллы донатором

Вторая капелла с левой стороны посвящена св. Педро Алькантарскому.

#### Капеллы св. Людовика и Антония Падуанского
Первая капелла вдоль правой стены посвящена Людовику Тулузскому и святому Стефану, расписана фресками Доно Дони (1575 год) и украшена витражом, приписываемым Симоне Мартине. Следующая за ней капелла посвящена Антонию Падуанскому, где находятся фрески работы Чезаре Сермеи (1610 год).

#### Джотто: капелла Марии Магдалины
Затем идёт капелла Марии Магдалины. Она была возведена Теобальдо Понтано, епископом Ассизским в 1296—1329 гг. и включает несколько лучших образцов живописи, выполненной мастерской Джотто и, как считают, самим мастером (ок. 1320 года). Эти работы Вазари ошибочно приписывает Пуччо Капанне. На боковых стенах размещаются сцены из жития святой (c портретом епископа Понтано), а на своде — медальоны с изображением Христа, Богородицы, Магдалины и Лазаря (которого католическая церковь считает её братом).
- Мария Магдалина с коленопреклонённым донатором епископом Понтано
- Магдалина получает одежду из рук старца Зосимы
- Воскрешение Лазаря
- Noli me tangere
- Магдалина разговаривает с ангелами
- Магдалина плывёт в Марсель

Неф завершается богато декорированной полуциркульной апсидой, которую предваряет трансепт с цилиндрическим сводом.

#### Трансепт
Фрески в правом крыле трансепта, рассказывающие о детстве Христа, частью принадлежат Джотто и его мастерской. Рождество написано анонимным Мастером св. Николая. В нижнем ярусе находится изображение чудесного явления почившего Св. Франциска, помогающего детям. Эти фрески Джотто для своего времени явились революционными: на них изображены реальные люди с их эмоциями в натуралистичном ландшафте.
- Встреча Марии и Елизаветы
- Рождество
- Поклонение волхвов
- Сретение
- Избиение младенцев
- Бегство в Египет
- Возвращение в Иерусалим
- Христос среди учителей
- Распятие
- Смерть мальчика в Сессе
- Воскрешение мальчика в Сессе

На стене трансепта Чимабуэ написал одну из своих самых знаменитых работ — «Мадонна со Св. Франциском». Вероятно, это самое похожее изображение святого и своей статичностью и старомодным готическим стилем контрастирует с новыми и живыми работами Джотто.

#### Капелла св. Николая
В правом крыле трансепта находится ещё одна капелла — св. Николая, вероятно заказанная папским легатом Наполеоне Орсини. Её украшает цикл из 10-ти фресок с изображением чудес и милостыни святого, выполненный анонимным Мастером св. Николая между 1295 и 1305 гг., находившегося под влиянием Легенды Св. Франциска, изображённым в верхней базилике. Это позволило Вазари ошибочно предположить, что написал их Джоттино. Этому же мастеру (Пальмерино ди Гвидо?) принадлежит «Благовещение» у входа в капеллу. Там же находится 5 изображений святых кисти Мартини: Франциск, Людовик Тулузский, Изабелла, Маргарита и Генрих Венгерские.

#### Лоренцетти: левое крыло трансепта
Левое крыло трансепта украшали работы сиенского мастера Пьетро Лоренцетти и его мастерской, выполненные между 1315 и 1330 гг. Вазари по ошибке также приписал их Джотто и Пуччо Капанна. Этот цикл фресок считают лучшими среди работ Лоренцетти. Он представляет собой 6 сцен из Страстей Христовых. Особой эмоциональностью, несмотря на повреждения, отличается фреска «Снятие с креста». В этой серии фресок зрителю предоставляется возможность оценить первое со времён античности изображение падающей тени. Подсчитано, что для написания серии потребовалось 330 рабочих этапов, что означает, что даже при участии мастерской Лоренцетти потребовалось на их создание несколько лет. Лоренцетти участвовал в украшении прилегающей капеллы Иоанна Крестителя и выполнил фреску «Мадонна деи Трамонти» — «Мадонну заката», получившую своё название от лучей закатного солнца, проникающих в расположенное напротив окно.

#### Апсида
Папский алтарь в апсиде сделан из единого блока камня, привезённого из Комо в 1230 году. Алтарь окружает ряд орнаментированных готических арок, поддерживаемых колоннами в различных стилях. Двенадцать из этих колонн были демонтированы в 1870 году. Прекрасные готические скамьи хора из ореха, созданные Аполлонио Петроччо да Рипатрансоне с помощью Томмазо ди Антонио Фиорентино и Андреа да Монтефалько, датируются 1471 годом. Стены апсиды когда-то украшало изображение Распятия Стефано Фьорентино, которое было уничтожено в 1622 году, а теперь там находится «Страшный суд» работы Чезаре Сермеи ди Орвьето (1609—1668).
Живопись в парусах свода над алтарём — «Райского свода» (1315—1320 гг.) повествует о «Триумфе Св. Франциска». Здесь также изображены три аллегории: Послушание, Бедность и Целомудрие, исполненные так называемым Мастером сводов в Ассизи, учеником Джотто.
Витражи нижней церкви атрибутируются Джованни ди Бонино и его мастерской. Пуччо Капанна, ученик Джотто, выполнил две фрески с изображением эпизодов из жития св. Станислава, а также роспись певческой галереи и изображение Распятия.

### Крипта
Склеп, где был перезахоронен Св. Франциск по окончании строительства церкви, находится под главным алтарём нижней базилики (и по сути является ещё одним этажом вниз). Сейчас спуститься в эту крипту можно по одной из двух лестниц в середине нефа. Ранее туда вёл узкий подземный ход, который был заложен, и о существовании крипты было забыто.
Считается, что останки Св. Франциска были спрятаны архитектором братом Илией, строителем храма, для того, чтобы предотвратить разделение мощей его святого друга с целью распространения по средневековой Европе. Существуют также сведения о том, что подземный ход был заложен по приказу папы Евгения IV и с той же целью: во времена борьбы между городами-коммунами победители нередко забирали у побеждённых мощи святых.
Лишь в 1818 году, с благословения папы римского, монахи Сакро-Конвенто произвели раскопки под алтарём Нижней Базилики, желая проверить истинность пересказываемых в монастыре легенд, и обнаружили подземный ход, ведущий в крипту. В 1820 году было официально подтверждено, что в усыпальнице захоронен Франциск Ассизский. По распоряжению папы Пия IX (1792—1878) крипта была украшена и открыта для посещения.
Её отделкой в неоклассическом стиле занимался Пасквале Белли, используя мрамор. Между 1925—1932 гг. крипта была переделана в нео-романском стиле архитектором Уго Тарчи с использованием рустованного камня. Старинный каменный саркофаг закреплён на железных тягах над алтарём. В 1934 году по углам вокруг алтаря были захоронены урны с прахом учеников Св. Франциска (братьев Руфино, Анджело Танкреде, Массео и Леоне). При входе в крипту находится урна с останками Якопы Деи Сеттесоли. Эта римская аристократка входила в число наиболее преданных и щедрых друзей Св. Франциска и оставалась с ним в час его смерти.

### Верхняя церковь
Помещение верхней базилики, выполненное в традициях готики, производит совершенно иное впечатление. Большие окна с витражами бросают потоки цветного света на фрески. Витражи на хорах были изготовлены в XIII веке немецкими ремесленниками, на левой стене — французскими (1270 год), а витражи правой стены приписываются мастерской Мастера Св. Франциска. Витражи по праву относятся к числу лучших образцов итальянского стекла XIII века.
Светлое и полное воздуха пространство имеет простой план: один неф с трансептом и полигональной апсидой. Паруса сводчатого потолка расписаны по голубому фону золотыми звёздами, фигурами Христа, Св. Франциска, Девы Марии и Иоанна Крестителя. Потолок перед входом украшают изображения отцов церкви: Григория Великого, Иеронима, Амброзия и Августина. Они приписываются Мастеру Исаака.
Западное крыло трансепта и апсиду украшало большое количество фресок, выполненных Чимабуэ и его мастерской (примерно с 1280 года), как, например, «Распятие с коленопреклонённым Франциском». Эти фрески дошли до нас в очень плохом состоянии из-за применявшегося в краске оксида свинца и некачественной гипсовой основы.
- Апокалиптический Христос
- Распятие
- Поцелуй Иуды
- Евангелисты

До Чимабуэ над украшением правого крыла трансепта работал анонимный Северный мастер (также называемый Готическим), предположительно англичанин, о времени, в которое он создал росписи имеются самые разные предположения. По одной из версий начало работ этого художника относится к 1265—1268 годам, так как он включил в орнамент рёбер свода изображение лилии — геральдического знака, связанного с папой Климентом IV. Северный мастер расписал два люнета и тондо на западной стене изображениями ангелов и апостолов. Новаторство живописи Северного мастера заключается в том, что его фрески написаны с учётом архитектурно-пространственного решения церкви.
Другой неизвестный художник, Римский мастер (некоторые исследователи считают, что это был Якопо Торрити), написал фигуры пророка Исайи и царя Давида, а также расписал оставшуюся стену под восточным люнетом.
На верхнем ярусе обеих стен нефа, серьёзно пострадавшем во время землетрясения 1997 года, в два ряда размещались 32 сцены из Ветхого Завета (начиная от Сотворения мира и заканчивая Иосифом, прощающим братьев) и Нового Завета (от Благовещения до жён-мироносиц у могилы) с верхним регистром входной стены, посвящённым Пятидесятнице и Вознесению Иисуса. Над этой масштабной работой трудились последователи Чимабуэ — римские и тосканские мастера Джакомо, Якопо Торрити и Пьетро Каваллини.
Две фрески из жизни Исаака в среднем регистре третьего сектора традиционно приписывались молодому Джотто (1290—1295), а Вазари относил их к кисти Чимабуэ, однако и эта атрибуция оспаривается. Большинство критиков приписывают их авторство анонимному Мастеру Исаака и его мастерской. Автором этих росписей также мог быть Пьетро Каваллини. Над входной дверью Джотто написана мадонна с улыбающимся младенцем (первая улыбка в итальянской живописи) и двумя ангелами (в трёх тондо).

#### Францисканский цикл
Самой важной частью декоративного убранства церкви является цикл из 28-ми фресок вдоль нижней части нефа, приписываемых Джотто. Фрески отличаются новыми художественными решениями, внесёнными художником в итальянскую живопись.
Мир трёхмерный — объёмный и осязаемый — открыт вновь, победно утверждён кистью художника. Отброшена символика византийского искусства. Угадана высшая простота. Ничего лишнего. Всё внимание художника сосредоточено на главном, и даётся синтез, грандиозное обобщение. (Л. Д. Любимов)
Каждый простенок между колоннами вмещает три фрески, плюс две фрески в восточных галереях рядом со входом и ещё две на входной стене (см. схему). При создании иконографии художник опирался на «Legenda Maior», биографию Святого Франциска, написанную в 1266 году св. Бонавентурой и три жизнеописания, написанные братом Фомой из Челано. Прототипом для этого цикла мог служить не дошедший до наших дней цикл Пьетро Каваллини в церкви Св. Франческо в Риме. Согласно Вазари, фрески Джотто написаны между 1296 и 1304 годами.
Авторство Джотто оспаривается по причине многочисленных неясностей в рассказах ранних источников о создателях этого цикла. Многие итальянские критики отстаивают версию их принадлежности Джотто и его мастерской. Из-за стилевых отличий от цикла фресок Исаака предполагается, что несколько, или даже большинство фресок францисканского цикла было создано, по крайней мере, тремя различными художниками, использовавшими оригинальные идеи Джотто. Их называют: Мастер легенды св. Франциска (основной создатель большинства изображений), Мастер погребения св. Франциска и Мастер св. Цецилии.

##### Фрески францисканского цикла
| №   | Фреска | Название                                                                  | Цитата из жизнеописания святого | Автор              |
| --- | ------ | ------------------------------------------------------------------------- | --- | ------------------ |
| 1.  |        | «Юродивый предсказывает св. Франциску его грядущую славу»                 | И было так, что некий житель Ассизи, человек простой, но, как все полагают, умудрённый Богом, как-то раз проходя по городу и повстречав Франциска, снял с себя плащ и постелил свою одежду у него ног, показывая тем самым, что Франциск со временем удостоится всех знаков почтения, поскольку ему предстоит совершить великое дело, за которое он и будет превыше многих почитаем всем христианским миром. |                    |
| 2.  |        | «Франциск отдаёт свой плащ некогда богатому, а теперь бедному воину»      | И когда восстановились его силы, и он вышел, по обычаю надев красивую новую одежду, ему повстречался некий воин, прежде прославленный, а теперь обнищавший и бедно одетый, и он был поражён пылким состраданием к нищете этого человека и тут же, разоблачившись, отдал ему свою одежду, тем самым в одно мгновение исполнив две обязанности милосердия: прикрыл позор достойного воина и облегчил нужду бедного человека. |                    |
| 3.  |        | «Сон о дворце»                                                            | В ту же ночь, погрузившись в сон, он по милости Божией увидел огромный и пышный дворец с множеством воинского оружия, украшенного знаком креста Христова, и так было ему предуказано, что милосердие, которое он во имя любви к Вышнему Царю оказал бедному солдату, будет оплачено ни с чем не сравнимой наградой. Он стал спрашивать во сне, чей это дворец и откуда он взялся, и услышал ответ и подтверждение свыше, что всё это будет принадлежать ему и его воинству. |                    |
| 4.  |        | «Распятие из Сан Дамиано»                                                 | И вот однажды он вышел в поле поразмыслить и в размышлениях своих дошёл до церкви святого Дамиана, обветшавшей и почти развалившейся от крайней старости, и вошёл в неё, воспламенившись духом, для молитвы, и когда он распростёрся перед образом Христа, дух его получил в молитве немалое облегчение. Глазами, полными слез, взирал он на крест Господень, и тогда с креста раздался голос, трижды провозгласивший (а он внимал эти словам телесным ухом): «Ступай, Франциск, отстрой дом мой, — ты видишь, он почти разрушился!» Кроме Франциска, в церкви в тот час никого не было, он содрогнулся и замер, и когда он постиг сердцем, что внимал самому Христу, он лишился памяти и упал без чувств. |                    |
| 5.  |        | «Отказ от имущества»                                                      | …тогда юноша сбросил с себя всю одежду и остался в одной власянице. Подобрав одежду с земли, он бросил её потрясённому отцу: Слушайте, — воскликнул Франциск, — до сей поры я звал отцом Пьетро Бернардоне, но я желаю служить одному Господу, и я отказываюсь от всего имения отца и от одежды, которую от него получил. Отныне я могу с уверенностью говорить: «Отче наш, сущий на небесах». Живое сочувствие охватило толпу. Тронут был и сам епископ. Своей мантией он прикрыл наготу юноши. |                    |
| 6.  |        | «Иннокентию III является во сне Святой Франциск, поддерживающий церковь»  | …через несколько дней — может быть, по молитвам Святого и его собратьев — Папа увидел в видении, как Латеранская базилика устрашающе рушится, колонны подламываются, своды осыпаются. Но внезапно является бедный брат из Ассизи, растёт и растёт, достигает гигантских размеров и подставляет спину падающему зданию. Как по волшебству стены восстанавливаются, и храм обретает устойчивость. Иннокентию III нетрудно было разгадать символ и проникнуть в смысл видения: Бог хотел воспользоваться этим человеком, чтобы восстановить Свою Церковь, которой угрожают еретики и дурное поведение христиан. |                    |
| 7.  |        | «Папа утверждает устав францисканского ордена»                            | Папа больше не сомневался в святости Франциска и понял замысел Божий. Но не чрезмерна ли проповедуемая им бедность? Он снова призвал Франциска и выразил ему свои опасения, разделяемые некоторыми кардиналами. Франциск в ответ вдохновенно и рыцарственно воспел госпожу Бедность, восхваляя её как прекраснейшую даму, завоевавшую сердце Небесного Царя, в Чьём облике запечатлелось благородство Отца. Неужто такой Отец не позаботится о Своих возлюбленных детях? Папа был тронут. Его опасения рассеялись. Ступай с Богом, — сказал он, — и проповедуй с сотоварищами покаяние, как Он вам внушит. Когда возрастёте числом, сообщите, мы дадим вам новые дозволения и возложим на вас новые поручения. |                    |
| 8.  |        | «Чудесное явление Святого Франциска братии»                               | Перед лицом этой героической святости Бог не замедлил явить Своё присутствие через чудо, показав, сколь угодны Ему Франциск с собратьями. Однажды, когда Святой поднялся в Ассизи, чтобы после молитвы в соборе обратиться к народу, Господь погрузил его в экстаз. Одновременно братья, находившиеся в Ривоторто, увидели его на блистающей колеснице, от которой во все стороны исходил сверхъестественный свет; колесница трижды объехала небольшой их домишко, после чего исчезла из виду. |                    |
| 9.  |        | «Видение небесных престолов»                                              | …однажды брат Пацификус, молившись с ним вместе в церкви, был вознесён в экстазе, и увидел несколько тронов в небесах, и был среди них один, превосходивший остальные по роскоши, весь украшенный драгоценными камнями. И он вопросил себя, для кого может быть предназначено столь великолепное место, и тут голос сказал ему: «Сие было место ангела, и теперь оно сохранено для смиренного Франциска» . |                    |
| 10. |        | «Изгнание демонов из Ареццо»                                              | Случилось однажды, что Франциск пришёл в Ареццо, и был весь этот город разрушен от вражды между горожанами. Приблизившись к стенам, он узрел демонов, возрадовавшихся вражде и пробуждающих в душах жителей желание уничтожать друг друга; так что позвал он брата, звавшегося Сильвестром, человека Божьего, достойного и простого, и сказал ему: «Ступай к воротам города и от лица Господа Всемогущего прикажи демонам быстро покинуть его». Брат поспешил к городским воротам, читая псалмы во славу Божью. И крикнул он затем во весь голос перед входом в город: «Во имя Всемогущего Господа и по приказу отца нашего Франциска, изыдите, демоны!». И вернулся мир в Ареццо, и стали люди спокойными снова. |                    |
| 11. |        | «Испытание огнём перед султаном»                                          | …но на Франциска ничто не действовало. Взяв с собой брата Иллюминато, он вступил на землю противника с криком: «Султан, султан». Их тут же схватили, жестоко избили и привели к султану Мелек-эль-Камелю, доблестному и мудрому государю. В ответ на просьбу султана Франциск изложил цель прихода: он хотел не отречься от Христа, но обратить султана и его людей в евангельскую веру. Он долго говорил о тайне Единого и Троичного Бога, но, чувствуя, что слова его не доходят, придумал нечто более действенное. — Прикажи, — сказал он, — чтобы разожгли большой огонь, и позови своих священников. Мы вместе войдём в огонь. Кто из нас останется невредим, в его веру и уверуй. — Ни один из наших священников не согласится на такое испытание в защиту нашей веры, — ответил султан. Но Франциск не сдавался. Святой Дух подсказывал ему новые доводы и слова, но напрасно: султан, внутренне убеждённый в правоте Франциска, боялся «народного шума». |                    |
| 12. |        | «Экстаз св. Франциска»                                                    | …несколько дней спустя они вернулись в дом того человека, и он стал из любопытства смотреть, что делает Франциск среди ночи; и он увидел его в молитве, а затем увидел, как святой в экстазе поднялся над землей, и был окружён ослепительным светом. И почувствовал тот человек нестерпимый небесный жар, который пробудил в нём желание подражать образу жизни малых братьев. |                    |
| 13. |        | «Торжественное празднование рождества в Греччо»                           | …св. Франциск решил там провести праздник Рождества и попросил графа построить в одной из пещер изображение тех яслей, в которых родился Господь. Новость распространилась, и в Греччо отовсюду стали сходиться братья. Ожиданием были охвачены и жители окрестных и дальних селений. В полночь отслужили мессу, Франциск был за диакона. Одному мужу, достойному уважения, было видение. А именно: привиделось ему, будто в яслях лежит совсем маленький мальчик и вроде бы неживой. Святой Божий, склонившись над ним, пытается его разбудить, чтобы тот очнулся от глубочайшего сна. И вполне разумным кажется нам это видение, ведь младенец Иисус забыт во многих сердцах как мёртвый, и в этих сердцах, по милости самого Младенца и подвигами раба Его святого Франциска, Он был оживлён и возвращён набожной памяти. |                    |
| 14. |        | «Чудесное открытие источника»                                             | Летом 1224 года Франциск, уже отягощённый болезнью, в последний раз отправился на гору Верна. Подъём возможен был только верхом, поэтому братья снабдили его осликом, которого на время уступил один благочестивый человек, а также провожатым. Солнце безжалостно палило, камни раскалились, в расщелинах скал виднелись кое-как сохранившиеся пучки пожелтелой травы. Все, казалось, спало, звуки заглохли: даже деревья еле шелестели усыхающей листвой. Внезапно провожатый, обратившись к Святому, взмолился: Отче, смилуйся! Я помру, если не утолю жажду. Франциск, всегда проникавшийся жалостью к страдающим, слез с осла и стал молиться, воздев руки, и молился, доколе не открылось ему, что молитва его услышана. Потом, повернувшись к своему провожатому, сказал: Не мешкай, беги скорее к той скале и там найдешь воду, какую Христос ныне извёл из камня ради утоления твоей жажды. |                    |
| 15. |        | «Проповедь птицам»                                                        | Неподалёку от Каннары в одно свежее весеннее утро они увидали множество птиц, которые весело щебетали на цветущих ветвях. Таинственная сила приблизила к ним Франциска, и тотчас птицы взлетели кругом него и уселись ему на плечи, на голову, на руки. Изумленному спутнику Франциска показалось, что перед ним не явь, а сон, что Адам неслыханным чудом вдруг вернулся в состояние невинности и беседует со зверями и птицами. А Франциск, как будто всё происходило естественным порядком, велел своим певчим друзьям умолкнуть, после чего начал проповедь, увещевая птиц всегда восхвалять Господа, питающего и одевающего их с неизреченной любовью. Под конец он осенил их крестным знамением и отпустил летать и петь. Некоторое время он понаблюдал, как они взмывают в воздух, машут крыльями и распевают нежные песни, потом снова пустился в путь. |                    |
| 16. |        | «Смерть дворянина из Челано»                                              | Франциск, прибыв в Челано, чтобы проповедовать там, был остановлен неким дворянином, скромно, но настойчиво звавшим его разделить с ним трапезу. Франциск извинялся и отказывался, но в конце концов, был побеждён его доводами. Час обеда настал и стол был накрыт. Хозяин был счастлив, и вся его семья радовалась гостям, пришедшим вкусить обед вместе с ними. Франциск же поднялся, устремил взор в небеса и сказал дворянину: «Брат хозяин, я пришёл в твой дом по твоим молитвам, чтобы обедать с тобой, но слушай же внимательно меня сейчас, ибо суждено тебе будет обедать не здесь, а в другом месте. Иди и исповедуйся как можно быстрее, и не оставь ничего в тайне из того, что бы ты приберёг для последнего исповедания. Господь воздаст тебе сегодня, за то, что ты принял его людей в своем доме с такой любовью». Прислушавшись к его святым словам, дворянин позвал священника, сопровождавшего Франциска, и исповедался ему. Он привёл свой дом в порядок и стал ждать, когда свершится по слову святого. И когда все сидевшие начали есть, дворянин перекрестился и протянул руку к хлебу. Но прежде чем он прикоснулся к нему, его голова упала и дух покинул тело.                                                             |                    |
| 17. |        | «Франциск перед папой Гонорием III»                                       | Представ перед ним, Франциск рассказал о том видении, какое ему было в Порциунколе и о желании привести души в рай. На сколько лет ты просишь эту индульгенцию? — Святой Отец, — отвечал Франциск, — не годы мне потребны, а души. Просьба была необычной. Такая индульгенция давалась только тем, кто, взяв крест, отправлялся в крестовый поход — освобождать Гроб Господень. И всё же Папа, несмотря на возражения курии, дал индульгенцию. Франциск, ликуя, уже собрался удалиться: — Послушай, простец, — сказал ему Папа, — куда же ты идёшь без документа, удостоверяющего наше разрешение? — Святой Отец, мне довольно вашего слова. Мне не нужно бумаг. У меня вместо бумаг — Пресвятая Дева Мария, вместо нотариуса — Христос, вместо свидетелей — ангелы. |                    |
| 18. |        | «Явление Святого Франциска во время проповеди Антония Падуанского в Арле» | Хотя Франциск не мог быть телесно со всеми отдалёнными ветвями ордена, но устав, установленный им, пылкие молитвы, им возносимые, и благословения, им данные, создавали впечатление, будто он был всё время с ними. Иногда даже Господь, во всей своей всемогущей власти, позволял ему чудесно являться среди них, как это произошло как-то в Арле. Случилось однажды, что брат Антоний, прекрасный проповедник, читал пастве о Страстях Сына Божьего и о надписи на кресте Его «Иисус из Назарета, царь Иудейский», как один из братьев, звавшийся Мональд, человек образцовых достоинств, был сподвигнут Господом обернуться к дверям церкви. И увидел он там блаженного Франциска в воздухе, а руки его были простёрты к кресту, благословляя всех собравшихся. И наполнились их сердца тогда великим утешением, которое было знаком присутствия их Отца и подтверждением увиденного братом Мональдом. |                    |
| 19. |        | «Стигматизация св. Франциска»                                             | …летом следующего года Франциск отправился на гору Верна — провести там пост в честь св. Михаила Архангела. (…) Франциск хотел кровью запечатлеть свою любовь. Он не мог пострадать от руки людей, теперь он беспрестанно молил о том Бога. Внезапно сверхъестественный свет разлился в небе, освещённом зарей, и в ярком зареве Франциск, охваченный экстатическим порывом, узрел Человека, распятого на Кресте. Два крыла серафима над головой, два крыла раскрыты, два крыла закрывают спину. Когда видение исчезло, из плоти его точилась кровь. Кровавые раны зияли на его руках и ногах, как будто он претерпел казнь через распятие. На ладонях и ступнях виднелись затвердения, похожие с одной стороны на головки гвоздей, с другой — на их заострённые и искривлённые концы. На ребре виднелась широкая рана с красными краями, откуда струилась по телу кровь, марая одежду. |                    |
| 20. |        | «Смерть и вознесение св. Франциска»                                       | …смерть предстала ему как блаженная, как сестра избавительница, едва лишь он увидел, что перед ним тот же путь, которым прошёл Христос, вознёсшийся к славе Отца. И тогда мир сошёл в его душу, он почувствовал, что восхищён в те высшие пределы, куда не достигает земная суета. Ему казалось, что он идёт по цветущей тропе к свету, сияющему всё ярче. С последним вздохом он выговорил: «Выведи из темницы мою душу, чтобы мне славить имя Твоё. Вокруг меня соберутся праведные, когда Ты явишь мне благодеяние». В этот миг сердце его перестало биться. Бог исполнил последнюю его просьбу. Внезапно в сумерках послышались движения многих крыльев: это жаворонки слетелись к келье Святого и запели свою песню. В чистой синеве неба зажигались первые звезды. |                    |
| 21. |        | «Явление брату Августину и епископу Ассизскому»                           | Брат Августин был старшим в общине Терра ди Лаворо. Когда он умирал, в его последний смертный час внезапно он закричал столь громко, что был услышан всеми — хотя давно уже все думали, что он не может разговаривать: «Подожди меня, отец! Подожди меня! Я иду за тобой!». Братья спросили, с кем он разговаривает, и услышали в ответ: «Разве вы не видите отца нашего Франциска, возносящегося в небеса?». И в тот же миг душа брата Августина покинула его смертную плоть и последовала за святым отцом. |                    |
| 22. |        | «Подтверждение стигматов»                                                 | Тело Святого, которое перед смертью было давно почерневшее от болезни, стало прекрасным, оно сияло великой чистотой и видом своим доставляло утешение. Все его члены, поначалу окоченелые, стали мягкими и обрели гибкость, свойственную телу младенца… В самой середине рук и ног были не отверстия от гвоздей, но сами гвозди, образовавшиеся из его плоти, даже возросшие с самой плотью, сохранявшие тёмный цвет, и правое ребро орошалось кровью. |                    |
| 23. |        | «Оплакивание Франциска монахинями-клариссами»                             | На следующее утро его понесли в город. Духовенство, власти, народ длинной вереницей потянулись к восточным воротам с песнопениями и молитвами, восклицая и приветственно помахивая зелёными ветками. У обители Св. Дамиана была сделана остановка. Клара и её дочери имели слишком большое право повидать отца в последний раз. Поднявшийся плач тронул бы и камни. Плакали женщины, глубоко постигшие любовь, это был плач дев о человеке, за которым они пошли в совершенной преданности ему, привлечённые его примером и силой воздействия. Их печаль контрастировала с праздничным настроением толпы в то мягкое воскресное утро. После последнего прощального приветствия кларисс, процессия медленно двинулась дальше. |                    |
| 24. |        | «Канонизация св. Франциска»                                               | Побуждаемый собственным желанием и желанием всех христиан, папа ускорил процесс канонизации, назначив комиссию кардиналов. Около сорока чудес, подвергнутых рассмотрению, были исторически засвидетельствованы, но многим эта процедура показалась излишней. «Какая надобность, — говорили они, — в засвидетельствованных чудесах, если святость этого святейшего человека мы видели своими глазами, осязали своими руками и знаем, что она проверена истиной?». Оставалось лишь совершить великий обряд. 16 июля 1228 года Григорий IX прибыл из Перуджи в Ассизи и торжественно причислил Франциска к лику святых, отслужив папское богослужение на площади Св. Георгия. |                    |
| 25. |        | «Явление Григорию IX»                                                     | Перед канонизацией святого блаженной памяти папа Григорий IX, которому Франциск предсказал понтификатство, сомневался в его стигматах. Но однажды ночью, которую папа проводил в слезах, явился ему во сне святой Франциск. Лицо его было сурово, и упрекал он Григория за его сомнения. Затем поднял он свою правую руку и показал рану в подреберье, а затем сказал взять чашу и собрать кровь, стекающую из раны. Папа взял чашу, и кровь переполнила её через края. С этой ночи Григорий так уверовал в стигматы, что не позволял больше никому усомниться в этих чудесных знаках и наказывал сурово таких людей. |                    |
| 26. |        | «Исцеление раненного разбойниками в Лериде»                               | Был в Лериде Каталонской человек, звавшийся Иоанн, весьма почитавший святого Франциска, и однажды, довелось ему попасть в засаду на большой дороге. Один из убийц посёк его мечом так сильно, что надежд на выздоровление никаких не оставалось. Первым ударом была отрублена его рука от тела, а второй проник в грудь столь глубоко, что воздух, выходящий из лёгких, гасил полдюжины свечей. Лекари знали, что спасён Иоанн быть не может. Его раны нагноились, и запах был столь сильным, что даже его жена едва могла выдержать. Никто из людей не мог помочь ему, и стал Иоанн пылко призывать святого Франциска изо всех сил. И вот лежал он на своём ложе страданий, в сознании и призывая имя Франциска вновь и вновь, как человек в одеянии монахов-миноритов вошёл через окно и встал рядом с ним, как показалось ему. Он обратился к Иоанну по имени и сказал: «Ты верил в меня и поэтому Господь спасёт тебя». А когда умирающий спросил, кто его гость, то услышал в ответ, что святой Франциск. Он склонился над ним и развязал все его бинты, а затем, как казалось, омыл какой-то мазью. Лишь ощутил Иоанн прикосновение этих святых рук, делившихся своей целительной силой из стигматов Спасителя нашего, как обновилась плоть его. | Мастер св. Цецилии |
| 27. |        | «Воскрешение непокаявшейся грешницы из Беневента»                         | В селении Монте Марано вблизи Беневенто скончалась женщина из числа тех, кто был особенно предан святому Франциску. Вечером приехало несколько священнослужителей, чтобы отслужить службу над усопшей, и тут женщина внезапно села в постели и позвала того из них, кто приходился ей дядей. «Я хочу исповедоваться, отче», — сказала она, «Выслушайте о моём грехе. Я была мертва и оказалась в страшной темнице, ибо я никогда не признавалась в грехе, о котором хочу поведать вам. Но святой Франциск помолился за меня, ибо я всегда служила ему преданно, пока была жива, и мне было позволено вернуться в моё земное тело. После исповеди я смогу насладиться вечной жизнью. Вы увидете, когда я получу воздаяние». Затем она исповедалась испуганному священнику, получила отпущение грехов, улеглась в постель и спокойно опочила. | Мастер св. Цецилии |
| 28. |        | «Освобождение из темницы Петра Ассизского, обвинявшегося в ереси»         | В годы, когда Григорий IX был папой, некий человек по имени Пётр из Алифе был обвинён в ереси и заключён в темницу в Риме. Надзор за ним папа поручил епископу Тиволи, который заковал Петра в цепи и бросил в тёмную темницу, из которой не было никакого спасения. Но это был канун празднования дня святого Франциска, и Пётр обратился к нему с молитвами и слезами, прося сжалиться над ним. Он принял чистую веру и отрёкся от своей ереси, превратившись в одного из самых преданных почитателей Франциска. И посему по ходатайству Франциска он был услышан Господом. В сумерках уходящего праздничного дня святой Франциск сжалился над ним и спустился с небес в его тюремную клеть. Он позвал его по имени и приказал встать. Пётр был испуган, и спросил, кто это. И отвечено ему было — святой Франциск. И затем он увидел, как его цепи сами спали с ног. И стены камеры раздвинулись, освободив проход для бегства. Пётр был свободен, но столь впечатлён увиденным зрелищем, что не мог сделать ни шага во спасение, взамен он помчался к дверям своей камеры, испугав стражу своими криками. | Мастер св. Цецилии |

### Сводная таблица художников, работавших над росписями обеих базилик
| Илл. | Художник                                                 | Тема                                   | Кол-во | Базилика | Местоположение                            | Дата              |
| ---- | -------------------------------------------------------- | -------------------------------------- | ------ | -------- | ----------------------------------------- | ----------------- |
|      | Мастер Андреа (Андреа де Бартоли?)                       | Житие св. Екатерины Александрийской    | 8      | Нижняя   | Капелла Св. Екатерины                     |                   |
|      | Паче ди Бартоло Ассизский                                | Фигуры святых                          |        | Нижняя   | Капелла Св. Екатерины                     |                   |
|      | Жакомо Джоржетти                                         | Житие св. Себастьяна                   |        | Нижняя   | Капелла св. Себастьяна                    |                   |
|      | Джероламо Мартелли                                       | Житие св. Себастьяна                   |        | Нижняя   | Капелла св. Себастьяна                    |                   |
|      | Мастер святого Франциска                                 | Житие св. Франциска и Страсти Христовы | 10     | Нижняя   | неф                                       |                   |
|      | Чимабуэ                                                  | Мадонна со Св. Франциском              |        | Нижняя   | Правое крыло трансепта                    |                   |
|      | Симоне Мартини                                           | Житие св. Мартина и святые             | 10 и 1 | Нижняя   | Капелла св. Мартина                       | 1317—1319         |
|      | Доно Дони                                                |                                        |        | Нижняя   | Капелла Людовика Тулузского и св. Стефана | 1575              |
|      | Чезаре Сермеи                                            |                                        |        | Нижняя   | Капелла Антония Падуанского               | 1610              |
|      | мастерская Джотто                                        | Житие Марии Магдалины                  |        | Нижняя   | Капелла Марии Магдалины                   |                   |
|      | Джотто и мастерская                                      | Детство Иисуса, явление св. Франциска  |        | Нижняя   | Правое крыло трансепта                    |                   |
|      | Мастер св. Николая                                       | Житие св. Николая                      | 10     | Нижняя   | Капелла св. Николая                       | 1295—1305         |
|      | Пьетро Лоренцетти                                        | Страсти Христовы                       | 6      | Нижняя   | Левое крыло трансепта                     |                   |
|      | Пьетро Лоренцетти                                        |                                        |        | Нижняя   | Капелла Иоанна Крестителя                 |                   |
|      | Чезаре Сермеи ди Орвьето                                 | Страшный суд                           |        | Нижняя   | Апсида                                    | XVII век          |
|      | Мастер сводов                                            | Аллегории                              |        | Нижняя   | паруса свода                              | ок. 1320—1330 гг. |
|      | Мастер Исаака                                            | Отцы церкви                            |        | Верхняя  | своды перед входом                        |                   |
|      | Чимабуэ и мастерская                                     |                                        |        | Верхняя  | Западное крыло трансепта и абсида         | ок. 1280 года     |
|      | Северный мастер                                          | Апостолы и ангелы                      |        | Верхняя  | Западная стена трансепта                  | 1267—1270 гг.     |
|      | Римский мастер                                           | Исайя и Давид                          |        | Верхняя  | Восточная стена трансепта                 |                   |
|      | Мастер Исаака, Джакомо, Якопо Торрити и Пьетро Каваллини | Сцены из Ветхого и Нового завета       | 32     | Верхняя  | Стены нефа                                |                   |
|      | Джотто и мастерская (?)                                  | Житие Св. Франциска                    | 28     | Верхняя  | Стены нефа                                | 1296—1304         |

### Галереи
- Фрески трёх художников — Джотто, Мартини и Лоренцетти
- Фрески Джотто в Сан-Франческо на wga.hu
- Фрески Джотто в Olga’s gallery
- Фрески Джотто. Съёмки интерьеров
- Фрески Симоне Мартине в Web Gallery of Art  (англ.)
- Фрески Симоне Мартини
- Фрески Чимабуэ в Ассизи
- Фрески Лоренцетти в Web Gallery of Art  (англ.)
- Фрески Мастера Исаака в Web Gallery of Art  (англ.)
- Францисканский цикл. Итал. названия